# Dritfell
Dritfell är ett berg i republiken Island. Det ligger i regionen Austurland, 300 km öster om huvudstaden Reykjavík. Toppen på Dritfell är 683 meter över havet.
Trakten runt Dritfell är nära nog obefolkad, med mindre än två invånare per kvadratkilometer. Det finns inga samhällen i närheten. Trakten runt Dritfell består i huvudsak av gräsmarker.